# 聖ゲオルギウスと竜 (ギュスターヴ・モロー)
『聖ゲオルギウスと竜』（せいゲオルギウスとりゅう、仏: Saint Georges et le Dragon, 英: Saint George and the Dragon）は、フランス象徴主義の画家ギュスターヴ・モローが1889年に制作した絵画である。油彩。主題はヤコブス・デ・ウォラギネの『黄金伝説』で語られている聖ゲオルギウスの竜殺しの伝説から取られている。現在はロンドンのナショナルギャラリーに所蔵されているほか、パリのギュスターヴ・モロー美術館に5点の構図の準備素描が、個人コレクションに1869年の水彩画『聖ゲオルギウスと竜』が所蔵されている。

## 主題

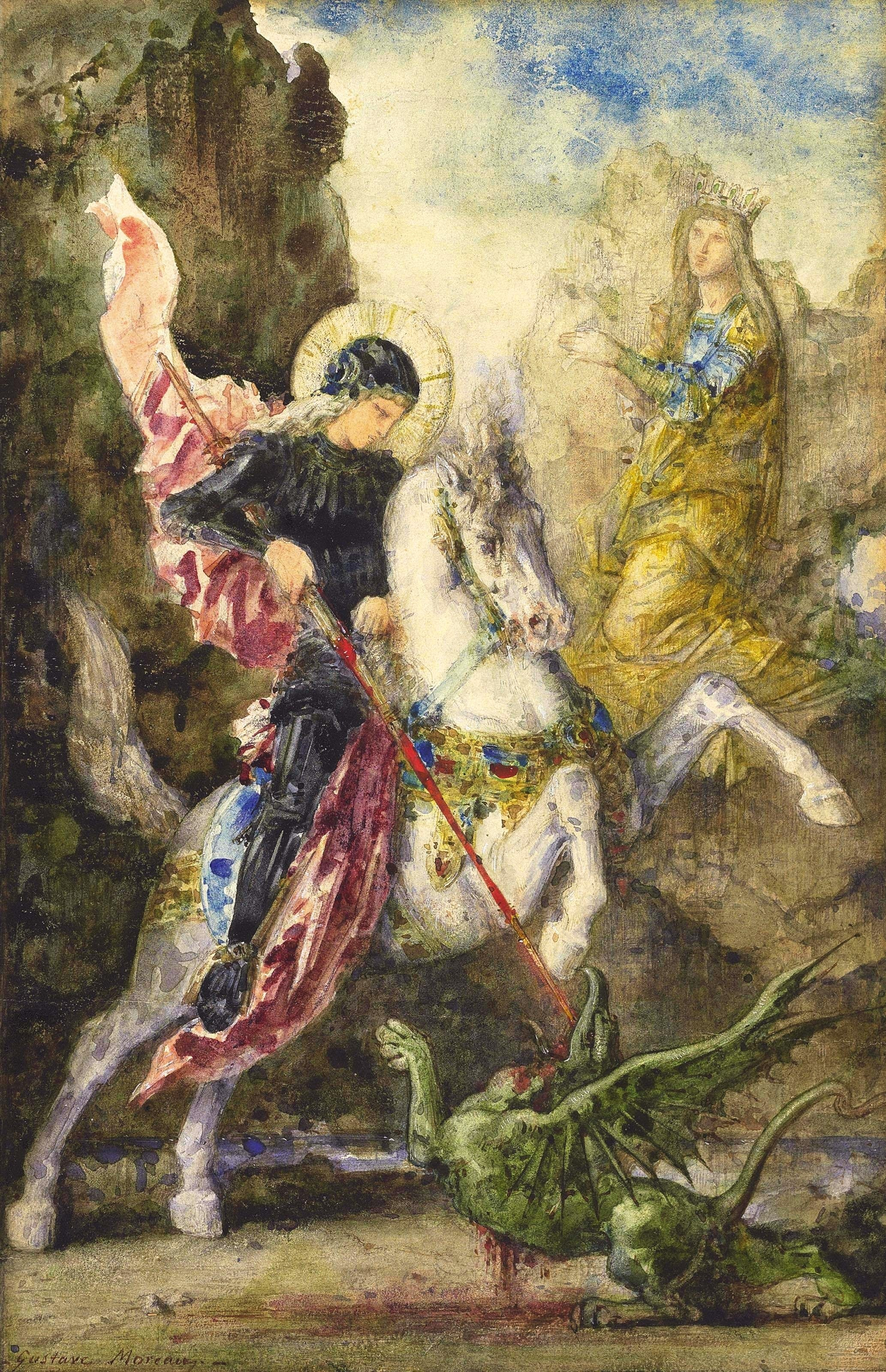
1869年の水彩画『聖ゲオルギウスと竜』（28.5 x 18.9cm）。ここでは聖人の槍はドラゴンの口を突き、王女は鑑賞者の側に顔を向けている。個人蔵。

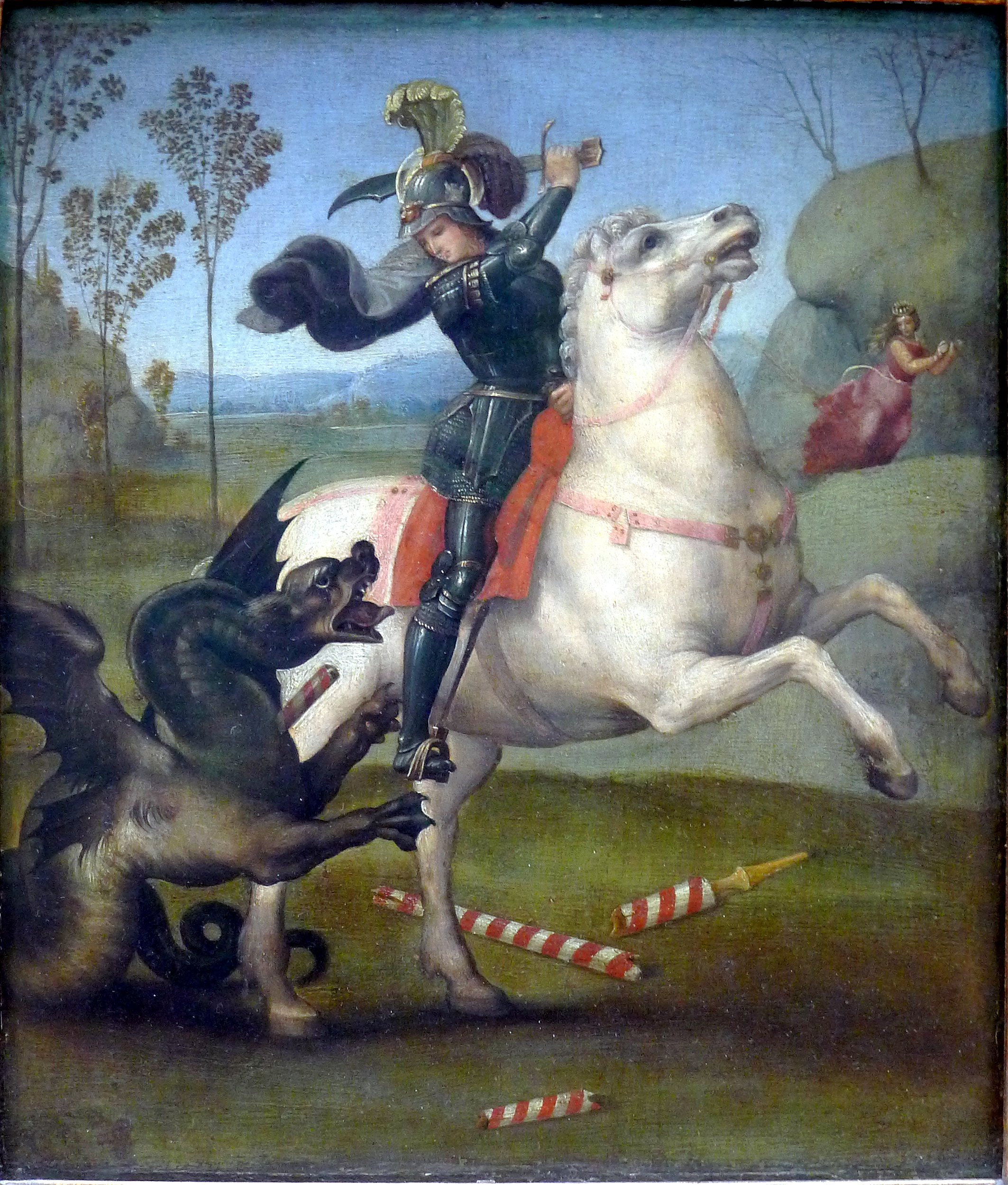
ラファエロ・サンツィオの絵画『聖ゲオルギウスと竜』。1504年から1505年頃。ルーヴル美術館所蔵。

『黄金伝説』によると、聖ゲオルギウスは槍でドラゴンを打ち負かし、生贄として捧げられたシレーヌの王女を救い出した。聖ゲオルギウスは王女に命じて大人しくなったドラゴンを都市に連れて行かせ、人々がドラゴンに恐怖におののくと、キリスト教に改宗することを約束させたうえでドラゴンを殺したと伝えられている。

## 作品
モローはドラゴンに突進し槍で攻撃する聖ゲオルギウスを描いている。聖ゲオルギウスは黒い甲冑をまとい、赤いマントをたなびかせながら白馬に騎乗している。白馬は宝石をふんだんに使ったきらびやかな馬具が取り付けられている。白馬が飛び立つかのように両前脚を跳ね上げた姿はまるでペガサスのようである。槍で胸を突かれたドラゴンは口や傷口から大量の血を流している。両者が戦っている場所は深い渓谷であり、シレーヌの王女は画面右の対岸の断崖の上で祈りを捧げている。王女は王冠を被り、金のドレスをまとっている。王女が描かれた中景からさらに遠景に岩山のうえにそびえるシレーヌの城が描かれている。画家のサインは画面左下に記されている。
絵画は1889年に完成したが、制作開始時期はおそらくもっと早く、1870年頃までさかのぼる可能性がある。特にX線撮影で明らかにされた絵画の初期の段階は1869年頃の水彩画と関係があることを示している。主題への関心はさらに古く、モローが1857年から1859年にかけて行ったイタリア旅行までさかのぼる。このときモローはイタリア各地を旅行してビザンティン美術やゴシック芸術、ルネッサンス期の巨匠の芸術を学んでおり、ヴェネツィアではサン・ジョルジョ・デッリ・スキアヴォーニ同信会館所蔵のカルパッチョの『聖ゲオルギウスと竜』の原寸大模写を制作した。
本作品はモローのイタリア美術における聖ゲオルギウスの初期の作例とオリエンタリズムへの関心、モローが用いた資料の広がりを示している。絵画の構成自体はルーヴル美術館に所蔵されているルネサンス期の巨匠ラファエロ・サンツィオの『聖ゲオルギウスと竜』を着想源としている。モローの聖ゲオルギウスは白馬と黒い甲冑、マントなど多くの点でラファエロのそれと一致している。ラファエロやカルパッチョの影響のほかに、馬具の宝飾や聖ゲオルギウスの光輪、王女の宝石をあしらった王冠は後期ゴシックのカルロ・クリヴェッリの影響が指摘されている。加えて、本作品の遠近感よりも輪郭を強調したデザインと光輪は、ドラゴンと戦う聖ゲオルギウスのイコンの特徴であり、聖ゲオルギウスの聖性を強化している。戦士聖人であるにもかかわらず、聖ゲオルギウスを成熟した男性というよりもむしろ細身の長髪の若者として描いていることは、聖人の両性具有的な外見をさらに高めている。おそらくモローにとって聖ゲオルギウスは粗野な獣性の食欲を打ち負かす精神的な純粋さの象徴である。
一方、オリエント的なデザインの柄のマントをまとう王女とムーア式建築を思わせるシレーヌの城は異国趣味の要素を絵画に加えている。

## 来歴
絵画はマルセイユの船主であり美術コレクターのルイ・マンテ（Louis Mante）がモローから9,000フランで購入した。ルイ・マンテはまた『ヘロデ王の前で踊るサロメ』や『ヘラクレスとレルネのヒュドラ』の所有者でもあった。ナショナル・ギャラリーが本作品を購入したのは1976年のことである。

## ヴァリアント
1869年の水彩画によるヴァリアントは紙に鉛筆、グァッシュで描かれている。おそらく油彩画版の制作を開始する直前に制作された。両者は構図の点でほぼ一致しているが、油彩画ではいくつかの変更点が加えられている。美術商ブニエット、風景画家ポール・シュヴァンディエ・ド・ヴァルドロームのコレクションを経て、シュトゥットガルトのフリードリッヒ・エーマン（Friedrich Ehmann）の個人コレクションに入った。以降、絵画は長年にわたってシュトゥットガルトにあったが、2012年にクリスティーズを通じて売却された。

## ギャラリー

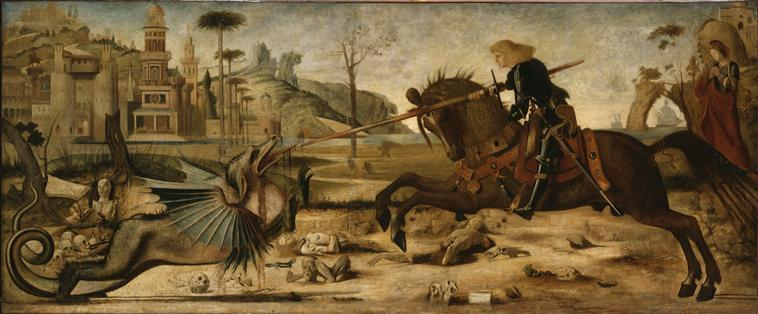
ヴィットーレ・カルパッチョ『聖ゲオルギウスと竜』の模写。1858年 ギュスターヴ・モロー美術館所蔵。
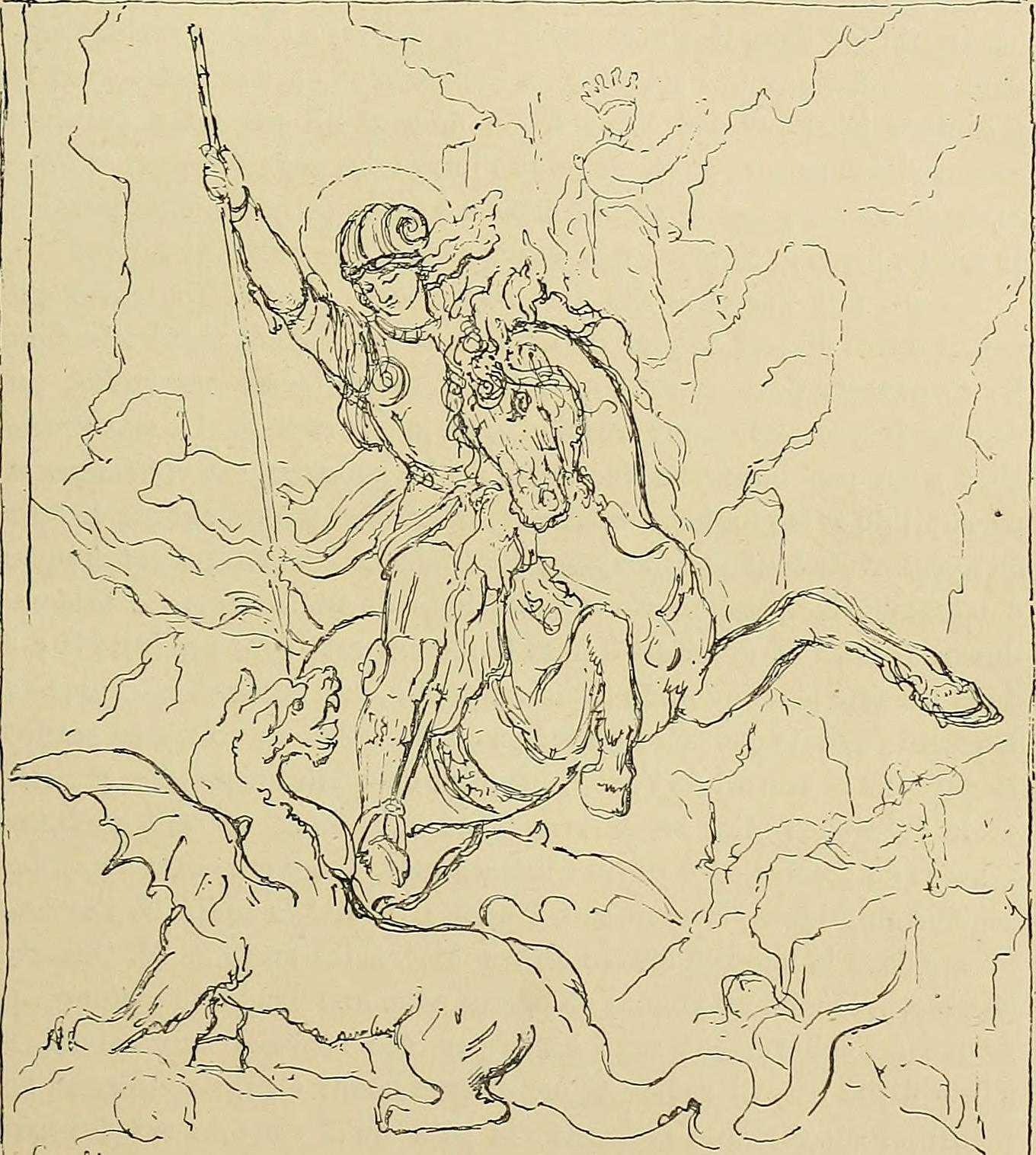
聖ゲオルギウスの素描 1859年